# لويرجيرفي
لويرجيرفي هي بحيرة صغيرة الحجم تقع في فنلندا. وهي موجودة في أورهو كيكونين الحديقة الوطنية في منطقة إقليم لابي (فنلندا).

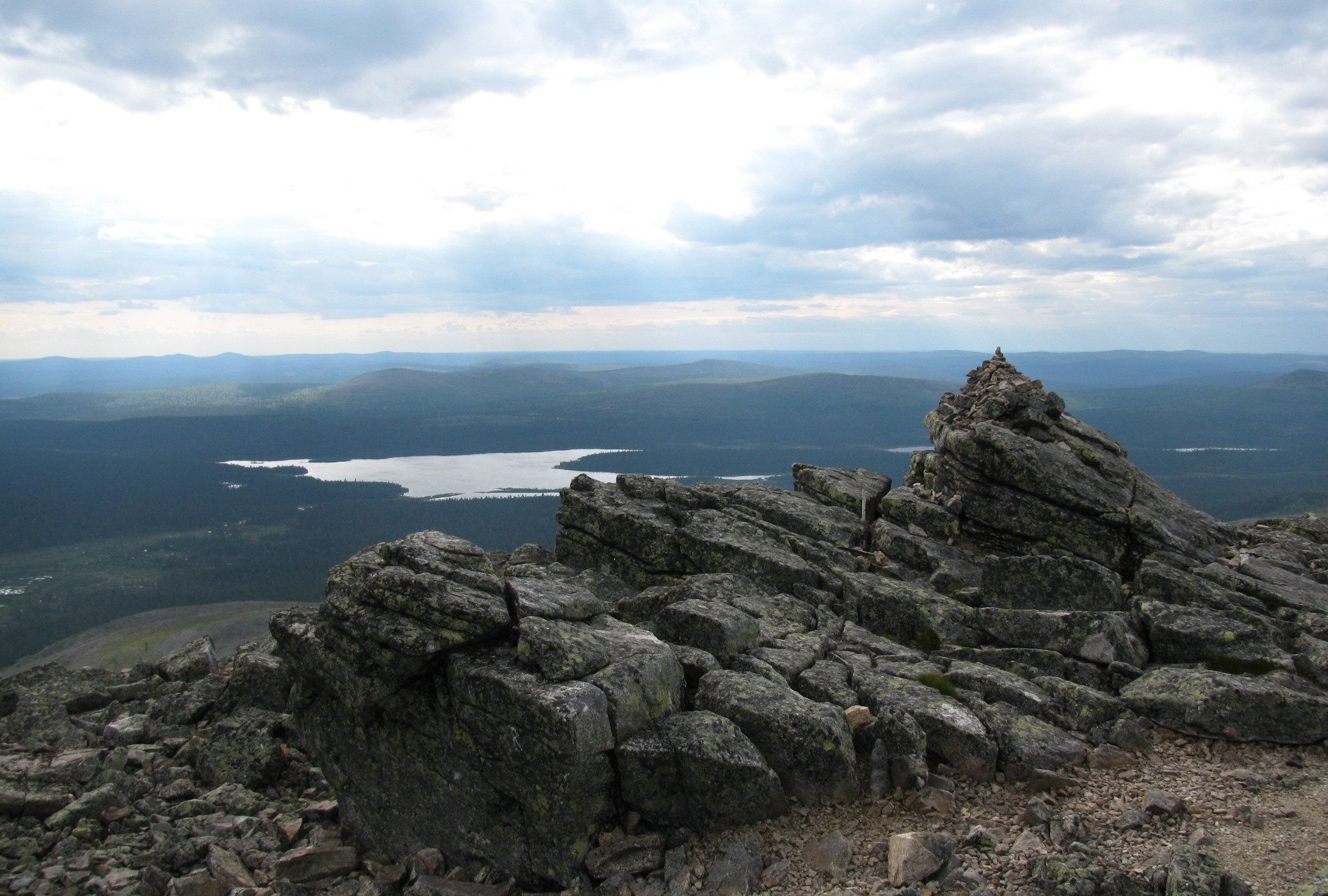
منظر أخر للبحيرة

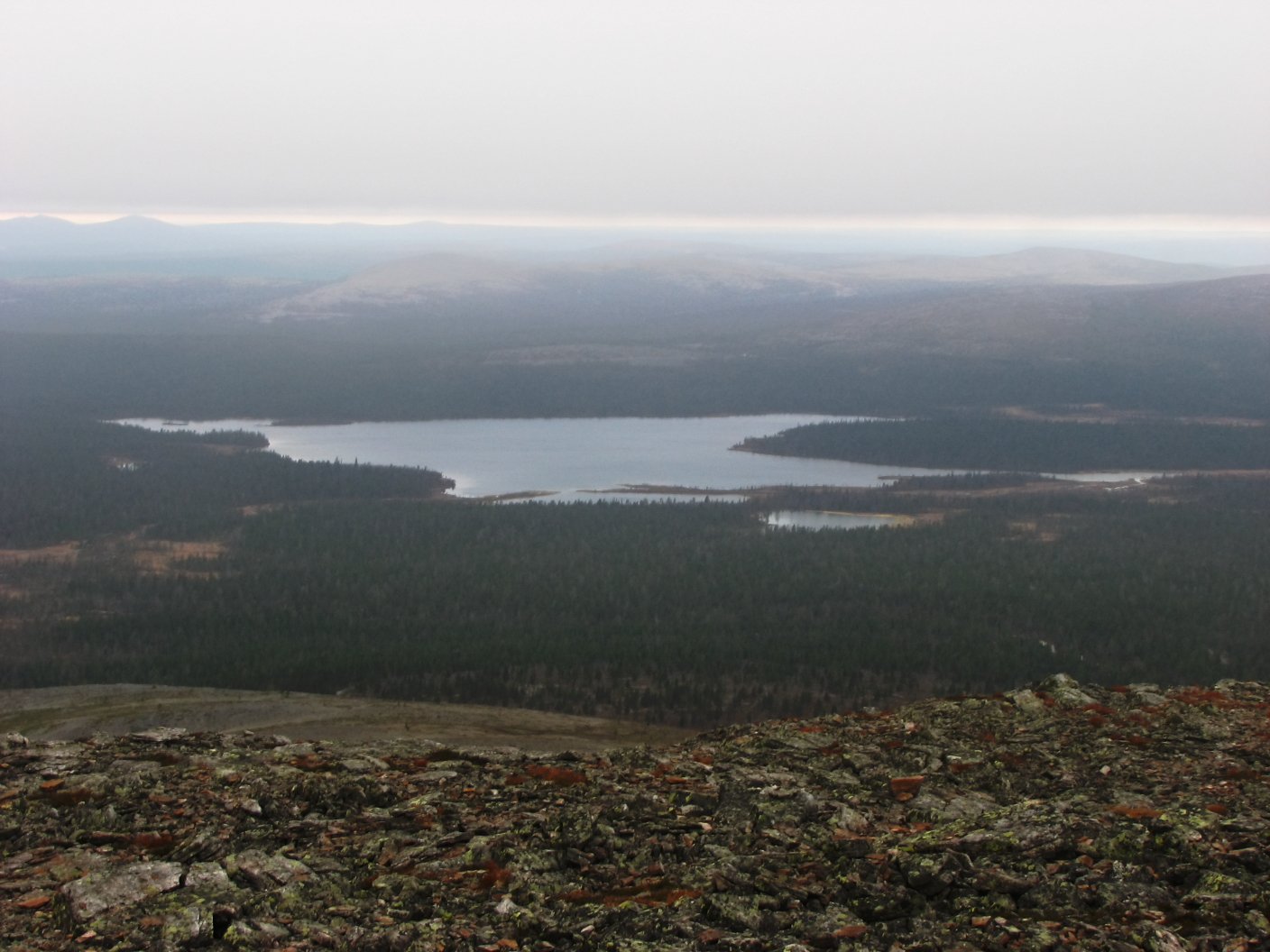
لويرجيرفي